# Église Saint-Michel de Caltanissetta
L'église de San Michele (en français : église Saint-Michel) est une église dédiée à l'archange saint Michel avec un couvent de frères mineurs capucins contigu au bâtiment et dont l'ensemble est située à Caltanissetta en Sicile.

## Historique
Le 8 mai 1625, une épidémie de peste risque d'atteindre la ville de Caltanissetta, le frère Francesco Giarratana (it) a une vision de l'archange saint Michel qui lui dit qu'il va empêcher la maladie d'entrer dans la ville. Celle-ci ayant été épargnée, les échevins de la ville déclarent saint Michel patron de Caltanissetta.
Une première église de taille modeste est construite immédiatement sur le lieu où, selon les visions du frère capucin, l'archange empêcha l'entrée de la maladie. L'église est appelée San Michele alle Calcare (du nom des formations géologiques présentes dans la localité) mais au fil du temps, la dévotion diminue. En 1837, Caltanissetta est épargnée d'une épidémie de choléra, l'événement est interprété comme un nouveau miracle de saint Michel et la dévotion reprend ; c'est à cette occasion que l'église est reconstruite avec son aspect actuel.
Le couvent date de 1888 et fut le troisième couvent des capucins à Caltanissetta ; sa réalisation, voulue avec ténacité par le père Ange Lipani (it) est rendue nécessaire par l'éviction des capucins de leur deuxième couvent en 1866 à la suite de la confiscation des biens ecclésiastiques lors de l'unification de l'Italie.
Le 8 mai de chaque année, à l'occasion de l'anniversaire de l'apparition au frère Giarratana, la statue de saint Michel est portée en procession. La statue est généralement conservée dans la cathédrale de Santa Maria la Nova  mais pendant quelques jours elle reste à l'intérieur de l'église de San Michele ; pour cette raison, la procession est appelée San Michele in villeggiatura (saint Michel en vacances).